# Laura Vaccaro Seeger
Laura Vaccaro Seeger (née Laura Vaccaro dans les années 1960 aux États-Unis) est une artiste, animatrice, designer, auteure, écrivaine et illustratrice américaine, notamment en littérature jeunesse,,,,.

## Biographie

### Scolarité et carrière
Seeger a obtenu son diplôme BFA à la School of Fine Art and Design de la université d'État de New York à Purchase, Westchester, New York. Elle a commencé une carrière d'animatrice, d'artiste, de designer et de monteuse dans le secteur de la télévision en réseau. Elle a créé des ouvertures de spectacles et des segments spéciaux pour NBC et ABC pendant de nombreuses années et a remporté un Emmy Award pour une animation d'ouverture spéciale NBC.

### Reconnaissance
Elle est souvent apparue sur la liste des meilleures ventes du New York Times et a remporté deux fois la Médaille Caldecott , le New York Times Best Illustrated Book Award, le Boston Globe-Horn Prix du livre pour le meilleur livre d'images, l'Empire State Award pour "Corps d'ouvrage et contribution à la littérature pour enfants", le Massachusetts Reading Association Award pour "Corps d'ouvrage et contribution à la littérature pour enfants", et Theodor Seuss Geisel Honor deux fois.

### Vie privée
Elle vit à Rockville Centre, Long Island, État de New York, avec son mari, Chris Arley Seeger et leurs deux fils 

### Liste des distinctions
- Massachusetts Reading Association Award for Body of Work and Contribution to Children'Literature - 2014
- ALA Notable Book, 2004-2009 and 2014
- Caldecott Honor Book, 2013
- New York Empire State Award for Body of Work and Contribution to Children'Literature - 2011
- School Library Journal Best Book, 2010
- Bank Street College of Education Best Book, 2010
- Theodor Seuss Geisel Honor Book, 2009
- NCTE Notable Children's Book in Language Arts, 2009
- Publishers Weekly Best Book, 2008
- Caldecott Honor Book, 2008
- Theodor Seuss Geisel Honor Book, 2008
- New York Times Best Illustrated Book of 2007
- New York Times Best Seller]
- Horn Book Fanfare Best Book of 2007
- Oppenheim Platinum Award, 2008
- Boston Globe-Horn Book Award Winner for Best Picture Book, 2007
- Publishers Weekly Best Book, 2007
- Child Magazine Best Book, 2004-2006
- Nick Jr./Family Magazine Best Book, 2006
- Booklist Editor's Choice, 2007-2008
- IRA Children's Choice Best Book, 2006
- New York Public Library Best Book, 2003-2004 and 2007-2008
- NBC Today Show Best Book for Gift Giving, 2003